# Prowler in the Yard
| Đánh giá chuyên môn | Đánh giá chuyên môn |
| Nguồn đánh giá      | Nguồn đánh giá      |
| Nguồn               | Đánh giá            |
| ------------------- | ------------------- |
| Allmusic            | [ 1 ]               |

Prowler in the Yard là album phòng thu thứ hai của ban nhạc grindcore người Mỹ Pig Destroyer. Nó được phát hành ngày 24 tháng 7 năm 2001, bởi Relapse Records. Album theo chân một câu chuyện đen tối về tình yêu, sự ám ảnh và bạo lực. Booklet của album có một trang văn xuôi về nhân vật chính và "Jennifer". Album được thu âm bằng một máy 8-track tại tầng hầm của tay trống Brian Harvey.
Tháng 3, 2009, Terrorizer xếp album ở vị trí số ba trong số các album grindcore nước Mỹ hay nhất mọi thời đại. Tháng 7, 2015, Relapse Records công bố rằng họ sẽ tái bản Prowler In the Yard với âm thanh được "master" lại, cùng những track chưa từng được phát hành trước đó.

## Danh sách track
Tất cả lời bài hát được viết bởi J. R. Hayes.
| STT              | Nhan đề                                            | Thời lượng |
| ---------------- | -------------------------------------------------- | ---------- |
| 1.               | "Jennifer"                                         | 1:21       |
| 2.               | "Cheerleader Corpses"                              | 0:35       |
| 3.               | "Scatology Homework"                               | 0:49       |
| 4.               | "Trojan Whore"                                     | 1:35       |
| 5.               | "Ghost of a Bullet"                                | 0:20       |
| 6.               | "Heart and Crossbones"                             | 0:48       |
| 7.               | "Strangled with a Halo"                            | 1:25       |
| 8.               | "Intimate Slavery"                                 | 1:05       |
| 9.               | "Mapplethorpe Grey"                                | 1:21       |
| 10.              | "Evacuating Heaven"                                | 0:16       |
| 11.              | "Tickets to the Car Crash"                         | 0:39       |
| 12.              | "Naked Trees"                                      | 1:46       |
| 13.              | "Sheet Metal Girl"                                 | 1:09       |
| 14.              | "Preacher Crawling"                                | 1:29       |
| 15.              | "Pornographic Memory"                              | 0:57       |
| 16.              | "Murder Blossom"                                   | 0:18       |
| 17.              | "Body Scout"                                       | 1:01       |
| 18.              | "Snuff Film at Eleven"                             | 1:10       |
| 19.              | "Hyperviolet"                                      | 3:28       |
| 20.              | "Starbelly"                                        | 5:03       |
| 21.              | "Junkyard God"                                     | 1:59       |
| 22.              | "Piss Angel"                                       | 7:57       |
| 23.              | "Delusional Supremacy" (track đi kèm tại Nhật Bản) |            |
| Tổng thời lượng: | Tổng thời lượng:                                   | 36:26      |

## Thành phần tham gia

### Pig Destroyer
- Brian Harvey – trống
- J. R. Hayes – vocal
- Scott Hull – guitar, sản xuất

### Khác
- Paul Booth – ảnh bìa
- Matthew F. Jacobson – executive production
- Scott Kinkade – nhiếp ảnh
- Jonathan Canady – thiết kế